# ヴィルヘルム (バーデン＝バーデン辺境伯)

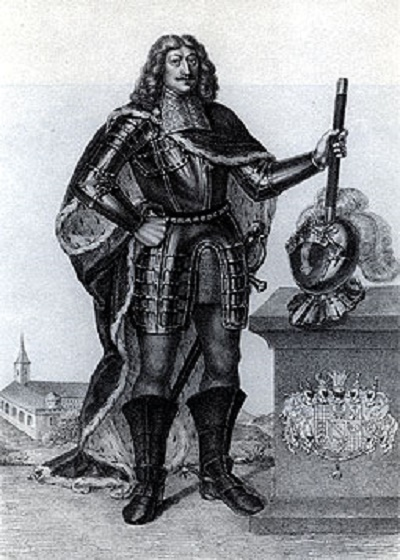
バーデン＝バーデン辺境伯ヴィルヘルム

ヴィルヘルム（Wilhelm, 1593年7月30日 - 1677年5月22日）は、バーデン＝バーデン辺境伯（在位：1622年 - 1677年）。

## 生涯
ヴィルヘルムはバーデン＝バーデン辺境伯エドゥアルト・フォルトゥナートとマリア・ファン・エイケンの長男である。宮中顧問官、元帥およびシュパイアーの帝室裁判所の裁判官をつとめ、ヴィルヘルム裁判官伯（Wilhelm der Kammerrichter）とよばれた。また、金羊毛騎士団の騎士とされた。ヴィルヘルムはブリュッセルおよびケルンにおいて後見人アルブレヒト大公の宮廷で育った。ヴィルヘルム自身も孫で後の後継者であるルートヴィヒ・ヴィルヘルムの後見人となった。
ヴィルヘルムは、ヴィンプフェン近郊でティリー伯がバーデン＝ドゥルラハ辺境伯ゲオルク・フリードリヒに勝利した後の1622年にようやく自らの領地を統治できるようになった。ゲオルク・フリードリヒと弟のエルンスト・フリードリヒは、バーデン家の契約を理由に1594年にバーデン＝バーデン辺境伯領を占領した（オーバー・バーデンの占領）。
ヴィルヘルムはカトリック勢力のためにこの辺境伯領を確保したが、帝国顧問官会議において、教皇使節カラファにバーデン＝バーデン辺境伯領をカトリックに戻すことを約束した。1622年末、プロテスタントの牧師は全員免職され、国外追放された。 カトリック教会の指導者がすぐに足りなくなったため、ヴィルヘルムは欠員を受け入れ、しばらくの間巡回司祭が役割を果たした。ヴィルヘルムはイエズス会とカプチン会を招き、その助けを借りて迅速かつ強硬な反宗教改革活動を実行した。カトリックへの改宗を望まない住民は全員、国外追放される危機にさらされた。1625年10月25日に発せられた教会と治安の規制により、ヴィルヘルムは民の私生活にも厳しく介入した。17世紀末、バーデン＝バーデン辺境伯領は、カトリック教会のみが認められた数少ない世俗的帝国領の1つであった。
ヴィルヘルムの治世中の三十年戦争のさなか、バーデンでは最悪の魔女狩りが起こった。1626年から1631年にかけて、クッペンハイム / ラシュタット、バーデン＝バーデン、シュタインバッハ、ビュールにおいて244人（ほとんどが女性）が魔術の罪で告発され、そのうち231人が有罪判決を受けて処刑された。
1631年、ヴィルヘルムは再び支配の座を失い、今度はスウェーデンの将軍グスタフ・ホルンに奪われたが、1635年5月30日のプラハ条約によって支配の座を取り戻した。1648年10月24日にミュンスターで締結されたヴェストファーレン条約において、バーデン＝バーデンに対するヴィルヘルムの支配が最終的に承認された。

## 結婚と子女
1624年10月13日に、ホーエンツォレルン＝ヘヒンゲン侯ヨハン・ゲオルクの娘カタリーナ・ウルズラ（1640年6月2日没）と結婚した。
- フェルディナント・マクシミリアン（1625年 - 1669年） - 世子、父に先立って死去
- レオポルト・ヴィルヘルム（1626年9月16日 - 1671年3月1日） - 帝国元帥
- フィリップ・ジークムント（1627年8月25日 - 1647年） - マルタ騎士団騎士
- ヴィルヘルム・クリストフ（1628年10月12日 - 1625年8月25日） - ケルンの律修司祭
- ヘルマン（1628年10月12日 - 1691年10月2日） - トルコ遠征の司令官
- ベルンハルト（1629年10月22日 - 1648/49年）
- イザベラ・オイゲニー・クララ（1630年11月14日 - 1632年）
- カタリーナ・フランツィスカ・ヘンリエッテ（1631年11月19日 - 1691年8月） - 修道女
- クラウディア（1633年5月15日生） - 早世
- ヘンリエッテ（1634年7月12日生） - 早世
- アンナ（1634年7月12日 - 1708年3月31日）
- マリア（1636年 - 1636年） - 早世
- フランツ（1637年 - 1637年） - 早世
- マリア・ユリアーネ（1638年 - 1638年） - 早世

1650年にエッティンゲン＝カッツェンシュタイン伯エルンストの娘マリア・マグダレナと結婚した。
- フィリップ・フランツ・ヴィルヘルム（1652年4月30日 - 1655年1月14日）
- マリア・アンナ・ヴィルヘルミーネ（1655年9月8日 - 1701年8月22日） - 1680年7月17日にザーガン公フェルディナント・アウグスト・フォン・ロプコヴィッツと結婚
- カール・ベルンハルト（1657年1月14日 - 1678年7月6日）
- エーファ
- マリア